# Demonocracy
Demonocracy è il terzo album in studio del gruppo musicale death metal statunitense Job for a Cowboy, pubblicato nel 2012.

## Tracce
1. Children of Deceit – 4:36
2. Nourishment Through Bloodshed – 3:42
3. Imperium Wolves – 4:48
4. Tongueless and Bound – 4:03
5. Black Discharge – 3:55
6. The Manipulation Stream – 4:40
7. The Deity Misconception – 4:05
8. Fearmonger – 4:18
9. Tarnished Gluttony – 6:15

## Formazione
- Jonny Davy - voce
- Al Glassman - chitarra
- Tony Sannicandro - chitarra, cori
- Nick Schendzielos - basso
- Jon Rice - batteria